# Zvjezdana vrata SG-1 (sezona 5)
Peta sezona znanstveno fantastične serije Zvjezdana vrata SG-1 sastoji se od 22 epizode. Prvo emitiranje pete sezone počelo je 29. lipnja 2001. godine na Showtimeu. Od 13. epizode emitiranje je u nadležnosti Sky One-a.
Daniel prelazi u viši oblik postojanja. Njegovo mjesto u SG-1 timu zauzima Jonas Quinn. U ovoj sezoni pojavljuje se Anubis, Goa'uld za kojeg nitko nije čuo već stotinama godina. 

## Epizode
- 1. Neprijatelji
- 2. Prag
- 3. Uznesenje
- 4. Peti čovjek
- 5. Crveno nebo
- 6. Ritual prolaska
- 7. Breme zvijeri
- 8. Grobnica
- 9. Između dvije vatre
- 10. 2001.
- 11. Očajničke mjere
- 12. Ekstremna crvotočina
- 13. Dokazivanje
- 14. 48 sati
- 15. Summit
- 16. Posljednji otpor
- 17. Kritična točka
- 18. Ratnik
- 19. Napast
- 20. Stražar
- 21. Meridijan
- 22. Otkriće